# كايجو

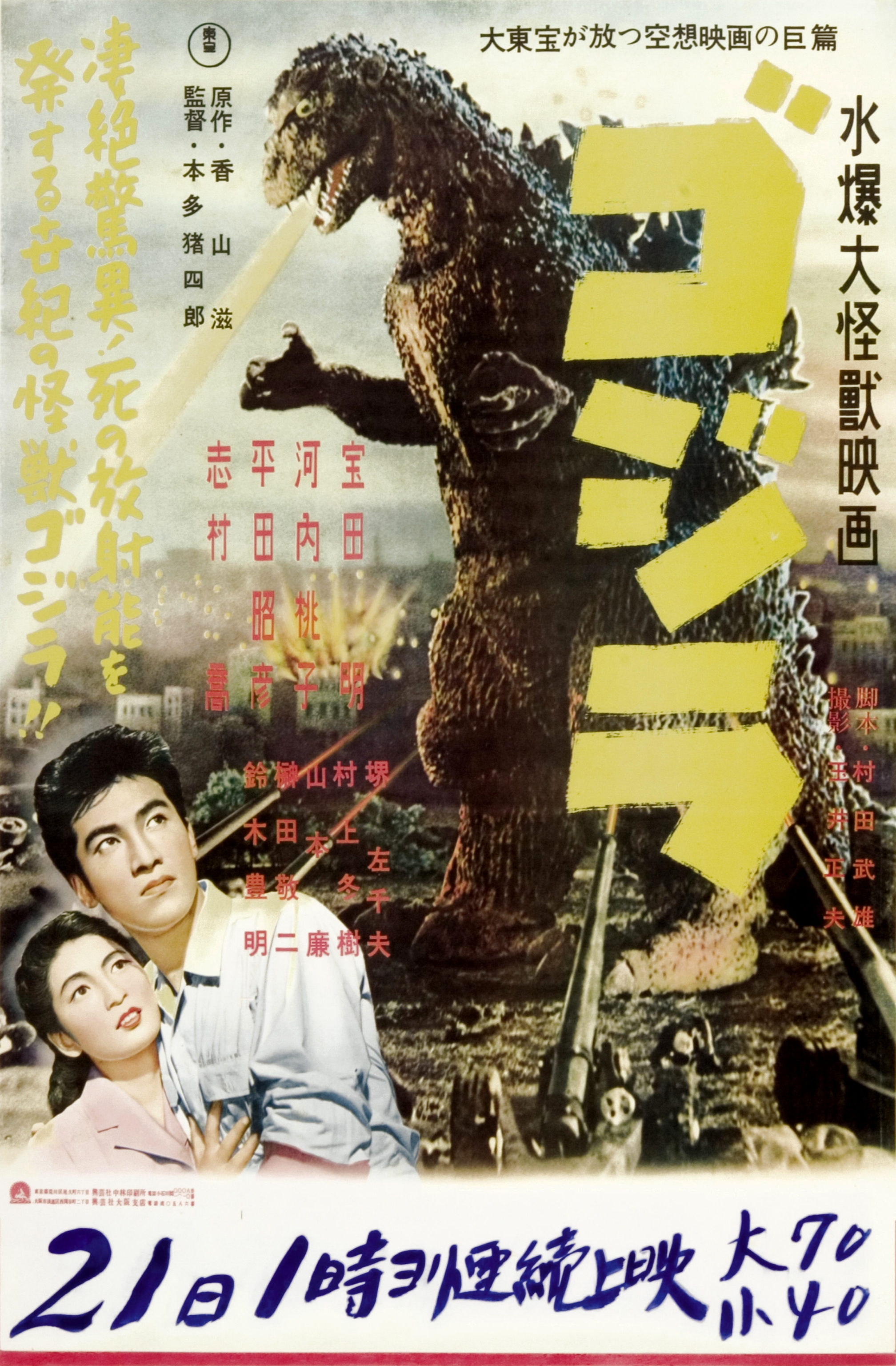
ملصق فيلم غاجيرو سنة 1954م

كايجو (باليابانية: 怪獣) هي كلمة يابانية تترجم حرفيا إلى "مخلوق غريب"، وتستخدم للإشارة إلى الأفلام التي عادة تعرض الوحوش في أي شكل من الأشكال، والتي في الغالب تهاجم مدينة يابانية كبرى أو تهاجم وحوش أخرى في معركة. 

من المصطلحات المتعلقة تشمل كايجو إيجا (باليابانية: 怪獣映画) تشير إلى الفيلم الذي يحوي وحوشاً عملاقة أو وحشاً واحداً، كايجين (باليابانية: 怪人) تشير إلى الروبوتات المتوحشة ودايكايجو (باليابانية: 大怪獣) (تشمل الوحوش الأكبر). غودزيلا أحد الأمثلة على الدايكايجو.